# 松坪傈僳族乡
松坪傈僳族乡是中华人民共和国云南省丽江市永胜县下辖的一个民族乡。

## 行政区划
松坪傈僳族乡下辖以下村级行政区划单位：
松坪村、米厘村、树底村、岩头村、上啦嘛村、下啦嘛村、永红村和撒坝子村。